# Hankelö
Hankelö är en ö i Finland. Den ligger i Finska viken och i kommunen Ingå i den ekonomiska regionen  Raseborg i landskapet Nyland, i den södra delen av landet. Ön ligger omkring 63 kilometer väster om Helsingfors.
Öns area är 30,9 hektar och dess största längd är 0,9 kilometer i nord-sydlig riktning.